# Michele Lega
Michele Lega (ur. 1 stycznia 1860 w Brisighella, zm. 16 grudnia 1935 w Rzymie) – włoski duchowny katolicki, kanonista, wysoki urzędnik Kurii Rzymskiej, kardynał.

## Życiorys
Ukończył seminarium w rodzinnej diecezji Faenza, a także Ateneum S. Apolinare w Rzymie (doktoraty z teologii, filozofii i utroque iure w 1888). Święcenia kapłańskie przyjął 13 września 1883. W latach 1887–1889 wykładał filozofię i prawo kanoniczne na Ateneum "De Propaganda Fide". W 1889 przeniósł się na swą rodzimą uczelnię. Był następnie audytorem w Kongregacji Soboru (1894–1903), a także, od 1897, prywatnym szambelanem. Podsekretarz w Kongregacji Soboru od 1903. Był członkiem komisji ds. kodyfikacji Kodeksu prawa kanonicznego. W 1905 uzyskał godność prałata. 24 października 1908 został dziekanem Roty Rzymskiej, a także konsultantem w Kongregacji Konsystorialnej. Od 1911 konsultant w Świętym Oficjum.
Na swym ostatnim konsystorzu papież Pius X kreował go kardynałem diakonem Sant'Eustachio. Brał udział w konklawe 1914. W tym samym roku mianowany prefektem Najwyższego Trybunału Sygnatury Apostolskiej. Dzierżył oprócz tego inne funkcje, takie jak: przewodzenie, wraz z dwoma innymi kardynałami Akademii "S. Tommaso", członkostwo w komisji ds. Autentycznej Interpretacji Kodeksu Prawa Kanonicznego, wizytatora Hospicjum Katechumenów. 20 marca 1920 został prefektem Świętej Kongregacji ds. Dyscypliny Sakramentów. Uczestnik konklawe 1922. W 1924 mianowany kardynałem prezbiterem, a jego diakonia podniesiona została pro illa vice do tytułu kościoła prezbiterialnego.
21 czerwca 1926 podniesiony został do rangi kardynała-biskupa Frascati. Z tego powodu przyjął sakrę biskupią, której udzielił papież Pius XI w Kaplicy Sykstyńskiej. Na tej uroczystości był obecny jego brat Antonio Lega, arcybiskup Rawenny i biskup Cervia. W 1931 został wicedziekanem kolegium kardynalskiego. Zmarł jako ostatni żyjący kardynał z nominacji Piusa X. Jego pogrzeb odbył się w bazylice S. XII Apostoli w Rzymie, a następnie pochowano go w rodzinnym mieście.